# Elecciones presidenciales de Kazajistán de 2019
Las elecciones presidenciales se celebraron en Kazajistán el 9 de junio de 2019, siendo los primeros comicios luego de la renuncia del presidente Nursultán Nazarbáyev. Siete candidatos se registraron para participar en las elecciones, incluido Kasim-Yomart Tokaev, quien asumió la presidencia tres meses antes de las elecciones tras la renuncia de Nazarbáyev.

## Antecedentes
Nursultán Nazarbáyev fue elegido para un quinto mandato como presidente en las elecciones presidenciales de 2015. Se esperaba que volviera a postularse en 2020, pero dimitió en marzo de 2019, e indicó que el presidente del Senado, Kasim-Yomart Tokaev, asumiría el cargo de presidente por el resto de su mandato. Sin embargo, en abril Tokaev anunció que se celebrarían elecciones anticipadas en junio para evitar la "incertidumbre política".
El presidente de Kazajistán es elegido utilizando el sistema de dos rondas; Si ningún candidato recibe la mayoría de los votos en la primera ronda, se realizará una segunda ronda entre los dos candidatos principales.

## Candidatos
Nueve candidatos postularon a la Comisión Central Electoral para competir en las elecciones. Un total de siete aspirantes fueron aprobados, mientras que un candidato se retiró y otro fue descalificado por no poseer suficiente conocimiento del idioma kazajo.

### Candidatos registrados
| Candidato, partido político                                     | Candidato, partido político | Candidato, partido político | Cargos ocupados | Fecha de registro |
| --------------------------------------------------------------- | --------------------------- | --------------------------- | --- | ----------------- |
| Jambyl Ahmetbekov (58) Partido Comunista del Pueblo             |                             |                             | Miembro del Mazhilis (2012–presente) | 6 de mayo de 2019 |
| Dania Yespayeva (58) Ak Zhol                                    |                             |                             | Miembro del Mazhilis (2016–presente) | 4 de mayo de 2019 |
| Amirjan Qosanov (55) Ult Tagdyry                                |                             |                             | Periodista | 6 de mayo de 2019 |
| Toleutai Rakhimbekov (54) Auyl                                  |                             |                             | Presidente del Consejo del Centro Nacional de Ciencia y Educación Agraria | 6 de mayo de 2019 |
| Amangeldy Taspikhov (59) Federación de Sindicatos de Kazajistán |                             |                             | Presidente de la Asociación Territorial de los sindicatos de la Provincia de Kazajistán Occidental Miembro del Mazhilis (2004–2007) | 4 de mayo de 2019 |
| Kasim-Yomart Tokaev (65) Nur Otan                               |                             |                             | Presidente de Kazajistán (2019–presente) Presidente del Senado de Kazajistán (2007–2011 y 2013–2019) Director General de la Oficina de la Organización de las Naciones Unidas en Ginebra (2011–2013) Ministro de Asuntos Exteriores (2002–2007) Primer ministro de Kazajistán (1999–2002) | 3 de mayo de 2019 |
| Sadybek Tugel (64) Uly Dala Kyrandary                           |                             |                             | Primer Vicepresidente de la Asociación de Deportes Nacionales de Kazajstán Presidente de la Federación Ecuestre de Kazajstán | 3 de mayo de 2019 |

### Nominaciones fallidas
- Talgat Yergaliyev (Unión de Constructores de Kazajistán), antiguo miembro del Mazhilis.[11][12] Retiró su candidatura.
- Jumatai Aliyev (Halyk Demografiyasy), Rector de la Universidad de Asia Central.[13][14] Rechazado debido a una prueba fallida de idioma kazajo.[4]

## Resultados
| Candidato                                                       | Candidato                          | Partido                                    | Votos      | %     |
| --------------------------------------------------------------- | ---------------------------------- | ------------------------------------------ | ---------- | ----- |
|                                                                 | Kasim-Yomart Tokaev                | Nur Otan                                   | 6,539,715  | 70.96 |
|                                                                 | Amirjan Qosanov                    | Destino de la Nación                       | 1,495,401  | 16.23 |
|                                                                 | Dania Yespayeva                    | Ak Zhol                                    | 465,714    | 5.05  |
|                                                                 | Toleutai Rakhimbekov               | Auyl                                       | 280,451    | 3.04  |
|                                                                 | Amangeldy Taspikhov                | Federación de Sindicatos de Kazajistán     | 182,898    | 1.98  |
|                                                                 | Jambyl Ahmetbekov                  | Partido Comunista del Pueblo de Kazajistán | 167,849    | 1.82  |
|                                                                 | Sadybek Tugel                      | Uly Dala Kyrandary                         | 84,582     | 0.92  |
| Votos nulos/en blanco                                           | Votos nulos/en blanco              | Votos nulos/en blanco                      | 57,500     | –     |
| Total                                                           | Total                              | Total                                      | 9,274,110  | 100   |
| Votantes registrados/participación                              | Votantes registrados/participación | Votantes registrados/participación         | 11,960,364 | 77.54 |
| Fuente: CEC Archivado el 7 de julio de 2019 en Wayback Machine. |                                    |                                            |            |       |